# Anopsicus concinnus
Anopsicus concinnus là một loài nhện trong họ Pholcidae. Loài này được phát hiện ở Costa Rica.